# Джуно (премия)
Juno Awards (Жюно/Джуно) — основная музыкальная премия Канады, ежегодно вручаемая с 1970 года. Премия «Джуно» — канадский аналог «Грэмми».

## История
Свою предысторию эта награда начинает в канадском музыкальном журнале RPM, который в 1964 году начал своё определение лучших музыкантов и групп Канады. Результаты опросов читателей журнал RPM публиковал каждый декабрь. Владелец музыкального лейбла Stan Klees встретился с основателем журнала RPM Walt Grealis и они решили проводить специальную церемонию для награждения деятелей музыкальной индустрии.
Первая церемония вручения музыкальных наград Канады под названием Gold Leaf Awards состоялась 23 февраля 1970 года в Торонто.
Канадский музыкальный журнал RPM провёл опрос среди своих читателей для выбора нового названия этой награды. Название «Juneau» было предложено Pierre Juneau, первым главой комиссии Canadian Radio-Television Commission. Имя было в итоге сокращено до Juno и со следующего 1971 года церемония уже называлась как «Juno Awards».
Представители музыкальной индустрии Канады в 1974 году сформировали оргкомитет для проведения «Джуно». Эта организация взяла на себя полное управление Juno Awards с 1977 года стала называться Canadian Academy of Recording Arts and Sciences (CARAS). Первый телеэфир этой церемонии вручения музыкальных наград «Джуно» транслировался на всю Канаду в 1975 году (1975 по каналу CBC Television.
В 1978 году музыкальная академия CARAS создала свой «Зал славы канадской музыки» (англ. Canadian Music Hall of Fame), и Оскар Питерсон вместе с Гаем Ломбардо стали первыми исполнителями, которые были введены в него за свой вклад в музыкальную культуру Канады.

## Категории
В настоящее время награды вручаются по 44 номинациям.
Aboriginal Recording of the Year (2003—…)
Best Music of Aboriginal Canada Recording (1994—2002)
Adult Alternative Album of the Year (2005-…)
Album of the Year (1980—1998, 2003—…)
Best Album (1974, 1999—2002)
Best Selling Album (1975—1979)
Alternative Album of the Year (2003—…)
Best Alternative Album (1995—2002)
Лучший исполнитель года (2003—…)
Best Artist (2002)
Best Female Artist (2000—2001)
Best Male Artist (2000—2001)
Best Female Vocalist (1970—1974, 1999)
Best Male Vocalist (1970—1974, 1999)
Female Vocalist of the Year (1975—1998)
Male Vocalist of the Year (1975—1998)
Blues Album of the Year (2003—…)
Best Blues Album (1998—2002)
Best Blues/Gospel Album (1994—1997)
CD/DVD Artwork Design of the Year (2005-…) (спонсор — Ever-Reddy Packaging)
Album Design of the Year (2003—2004)
Best Album Design (1990—2002)
Best Album Graphics (1975—1989)
Children’s Album of the Year (2003—…)
Best Children’s Album (1979—2002)
Classical Album of the Year — Solo or Chamber Ensemble (2003—…)
Best Classical Album: Solo or Chamber Ensemble (1985—2002)
Best Classical Album of the Year (1977—1984)
Classical Album of the Year — Large Ensemble or Soloist(s) with Large Ensemble Accompaniment (2003—…)
Best Classical Album — Large Ensemble or Soloist(s) With Large Ensemble Accompaniment (1985—1987, 2000—2002)
Best Classical Album (Large Ensemble) (1989—1999)
Best Classical Album of the Year (1977—1984)
Classical Album of the Year — Vocal or Choral Performance (2003—…)
Best Classical Album (Vocal or Choral Performance) (1994—2002)
Best Classical Album of the Year (1977—1984)
Classical Composition of the Year (2003-…)
Best Classical Composition (1987, 1989—2002)
Comedy Album of the Year (1979—1984)
Contemporary Christian/Gospel Album of the Year (2003—…)
Best Gospel Album (1998—2002)
Best Blues/Gospel Album (1994—1997)
Contemporary Jazz Album of the Year (2003-…)
Best Contemporary Jazz Album — Instrumental (2000—2002)
Best Contemporary Jazz Album (1994—1999)
Best Jazz Album (1977—1993)
Country Recording of the Year (2003—…)
Best Country Artist/Group (2002)
Best New Country Artist/Group (2002)
Best Country Female Artist (1970—1974, 2000—2001)
Best Country Male Artist (1970—1974, 2000—2001)
Best Country Female Vocalist (1999)
Best Country Group or Duo (1970—1974, 1999—2001)
Best Country Male Vocalist (1999)
Country Female Vocalist of the Year (1975—1998)
Country Group or Duo of the Year (1975—1998)
Country Male Vocalist of the Year (1975—1998)
Dance Recording of the Year (2003—…)
Best Dance Recording (1990—2002)
Levi’s Entertainer of the Year (1996)
Entertainer of the Year (1995)
Canadian Entertainer of the Year (1987, 1989—1994)
International Entertainer of the Year (1989—1991, 1993)
Foreign Entertainer of the Year (1992)
Folk Artist of the Year (1980—1982)
Folksinger of the Year (1972—1979)
Top Folk Singer (1971—1971)
Francophone Album of the Year (2003—…)
Best Selling Francophone Album (1992—2002)
Group of the Year (1975—1998, 2003-…)
Best Group (1970—1974, 1999—2002)
Instrumental Album of the Year (2003—…)
Best Instrumental Album (1999—2002)
Instrumental Artist(s) of the Year (1976—1987, 1989—1998)
Juno International Achievement Award (1992, 1997, 1999—…)
International Album of the Year (1981—1991, 2003—…)
Best Selling Album (Foreign or Domestic) (1993—2002)
Best Selling Album by a Foreign Artist (1992)
Best Selling International Album (1975—1980)
Jack Richardson Producer of the Year (2003—…)
Jack Richardson Best Producer (2002)
Best Producer (1999—2001)
Producer of the Year (1975—1977, 1979—1998)
Producer of the Year — Album (1978)
Producer of the Year — Single (1978)
Juno Fan Choice Award (2003—…) (презентуется Doritos)
Music DVD of the Year (2004—…)
New Artist of the Year (2003—…) (спонсор — «FACTOR and Canada’s Private Radio Broadcasters»)
Best New Solo Artist (1994—2002)
Most Promising Female Vocalist of the Year (1974—1993)
Most Promising Male Vocalist of the Year (1974—1993)
New Group of the Year (2003-…) (спонсор — «FACTOR and Canada’s Private Radio Broadcasters»)
Best New Group (1974, 1994—2002)
Most Promising Group of the Year (1974—1993)
Pop Album of the Year (2003—…)
Best Pop Album (1999, 2001—2002)
Best Pop/Adult Album (2000)
R&B/Soul Recording of the Year (2003—…)
Best R&B/Soul Recording (1985—2002)
Rap Recording of the Year (1991—1992, 2003—…)
Best Rap Recording (1993—2002)
Recording Engineer of the Year (1976—1998, 2003—…)
Best Recording Engineer (1999—2002)
Reggae Recording of the Year (2003—…)
Best Reggae Recording (1994—2002)
Best World Beat Recording (1992—1993)
Best Reggae/Calypso Recording (1985—1991)
Rock Album of the Year (2003—…)
Best Rock Album (1996, 1999—2002)
Blockbuster Rock Album of the Year (1998)
North Star Rock Album of the Year (1997)
Best Hard Rock Album (1994—1995)
Hard Rock Album of the Year (1992—1993)
Best Hard Rock/Metal Album (1991)
Roots & Traditional Album of the Year — Group (2003—…)
Best Roots & Traditional Album — Group (1996—2002)
Best Roots & Traditional Album (1989—1995)
Single of the Year (1980—1987, 1989—1998, 2003—…)
Best Single (1974, 1999—2002)
Best Selling Single (1975—1979)
Best Selling Single (1993)
Best Selling Single by a Foreign Artist (1992)
International Single of the Year (1981—1991)
Best Selling International Single (1975—1980)
Songwriter of the Year (1991—1998, 2003—…)
Best Songwriter (1971—1974, 1999—2002)
Composer of the Year (1975—1990)
Traditional Jazz Album of the Year (2003—…)
Best Traditional Jazz Album — Instrumental (2000—2002)
Best Mainstream Jazz Album (1994—1999)
Best Jazz Album (1977—1993)
Vocal Jazz Album of the Year (2003—…)
Best Vocal Jazz Album (2000—2002)
Best Mainstream Jazz Album (1994—1999)
Best Jazz Album (1977—1993)
Video of the Year (2003—…)
Best Video (1984—2002)
World Music Album of the Year (2003—…)
Best Global Album (1996—2002)
Best Global Recording (1994—1995)
Best World Beat Recording (1992—1993)